# Autoroute A106 (France)
Pour les articles homonymes, voir A106.
L’autoroute A106 est une courte autoroute permettant de relier l'aéroport d'Orly depuis les branches A6a et A6b de l'autoroute A6. Longue de 5,5 km et gratuite, elle est gérée par la Direction interdépartementale des routes (DIR) d'Île-de-France.
Déclarée d'utilité publique en 1941, elle a été mise en service seulement en 1960.

## Itinéraire
À noter que l'A106 possède deux sorties n°4 uniquement en provenance de Paris.

Section non-concédée à DIRIF et gratuite.
- Échangeur entre A6b, A6a et A106 : Paris, Villejuif, Arcueil (demi-échangeur, de et vers Paris)
  -   Limitation 110km/h.
- 4 Rungis : Rungis (demi-échangeur, sortie depuis Paris, entrée vers Orly) +  Aire de service Rungis-Delta (sens Paris-Orly)
- 4 Rungis - Ville : Rungis, Parc d'Affaires (quart-échangeur, sortie depuis Paris uniquement)
- Passage du département du Val-de-Marne à celui de l'Essonne
- 5 L'Haÿ-les-Roses : L'Haÿ-les-Roses, Rungis (quart-échangeur, sortie depuis Orly uniquement), Orly, Zone des Petites Industries, Orlytech (demi-échangeur, sortie depuis Paris, entrée vers Orly)
  -  Limitation 90km/h.
  -  Limitation 70km/h.
- : Évry, Cargo, Cœur d'Orly, Orly - Ville, Orlytech (demi-échangeur, sortie depuis Orly, entrée vers Paris)
- Échangeur entre RN 7 et A106 : Évry, Paray-Vieille-Poste, Athis-Mons, aéroport d'Orly, Créteil, Versailles (A86), Lyon (A6), Rungis - Autres Secteurs